# Clawson (Michigan)
Clawson ist eine Stadt in Oakland County, Michigan, USA. Sie ist ein Vorort von Detroit und Teil der Metro Detroit. Laut dem United States Census Bureau hat die Stadt eine Gesamtfläche von 5,7 km². Das U.S. Census Bureau hat bei der Volkszählung 2020 eine Einwohnerzahl von 11.389 ermittelt.

## Geschichte
Dieses Gebiet wurde vom Volk der Potawatomi bewohnt, die zu den Ureinwohnern des Detroit-Territoriums gehörten. Sie tauschten jahrelang Pelze gegen Waren mit den Franzosen und englischen Kolonisten.
Der Name der Stadt ist eine falsche Schreibweise des Nachnamens von John Lawson, einem frühen europäisch-amerikanischen Siedler. Die Stadt wurde 1829 von europäischen Amerikanern gegründet und war ursprünglich als Pumachug bekannt, wahrscheinlich abgeleitet von einem Potawatomi-Begriff, und The Corners. Es wurde 1921 als Clawson als Dorf eingemeindet und 1940 wurde es zu einer Stadt erhoben.

## Demografie
Nach einer Schätzung von 2019 leben in Clawson 11.845 Menschen. Die Bevölkerung teilt sich auf in 90,6 % nicht-hispanische Weiße, 1,1 % Afroamerikaner, 0,2 % amerikanische Ureinwohner, 2,0 % Asiaten und 0,2 % Sonstige und 2,2 % mit zwei oder mehr Ethnizitäten. Hispanics machten 3,4 % der Bevölkerung aus. Das mittlere Haushaltseinkommen lag 2017 bei 68.985 US-Dollar und die Armutsquote bei 7,5 %.

## Söhne und Töchter
- Tim Gleason (* 1983), Eishockeyspieler
- David Robert Mitchell (* 1974), Regisseur und Autor
- Dan Scanlon (* 1976), Regisseur